# 묄른달시

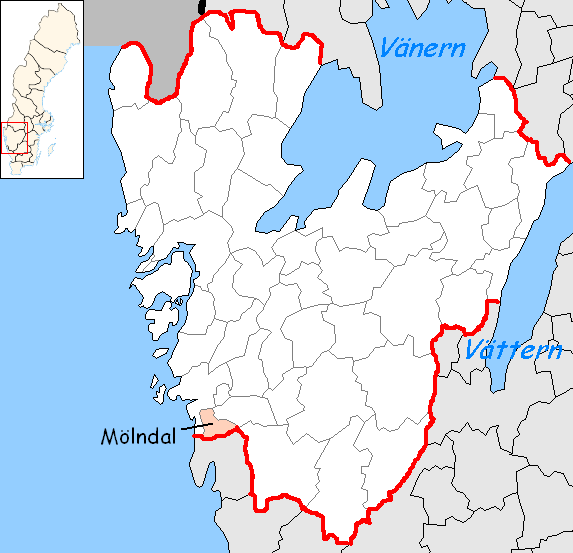
묄른달 시의 위치

묄른달시(스웨덴어: Mölndals kommun)는 스웨덴 베스트라예탈란드주에 위치한 지방 자치체로 행정 중심지는 묄른달이며 면적은 152.28km2, 인구는 64,465명(2016년 12월 31일 기준), 인구 밀도는 420명/km2이다.
